# مولدوفا في الألعاب الأولمبية الصيفية 2016
شاركت مولدوفا في الألعاب الأولمبية الصيفية 2016 التي ستقام في ريو دي جانيرو في البرازيل وذلك بين 5 و21 أغسطس 2016. وشاركت مولدوفا للمرة السادسة في تاريخها في الألعاب الأولمبية، وسيدافع عن ألوان مولدوفا في الأولمبياد 23 رياضيا ضمن 8 رياضات. في حين سيحمل نيكولاي سيبان علم بلاده في مراسيم حفل الافتتاح.